# مارینا دا گلوریا

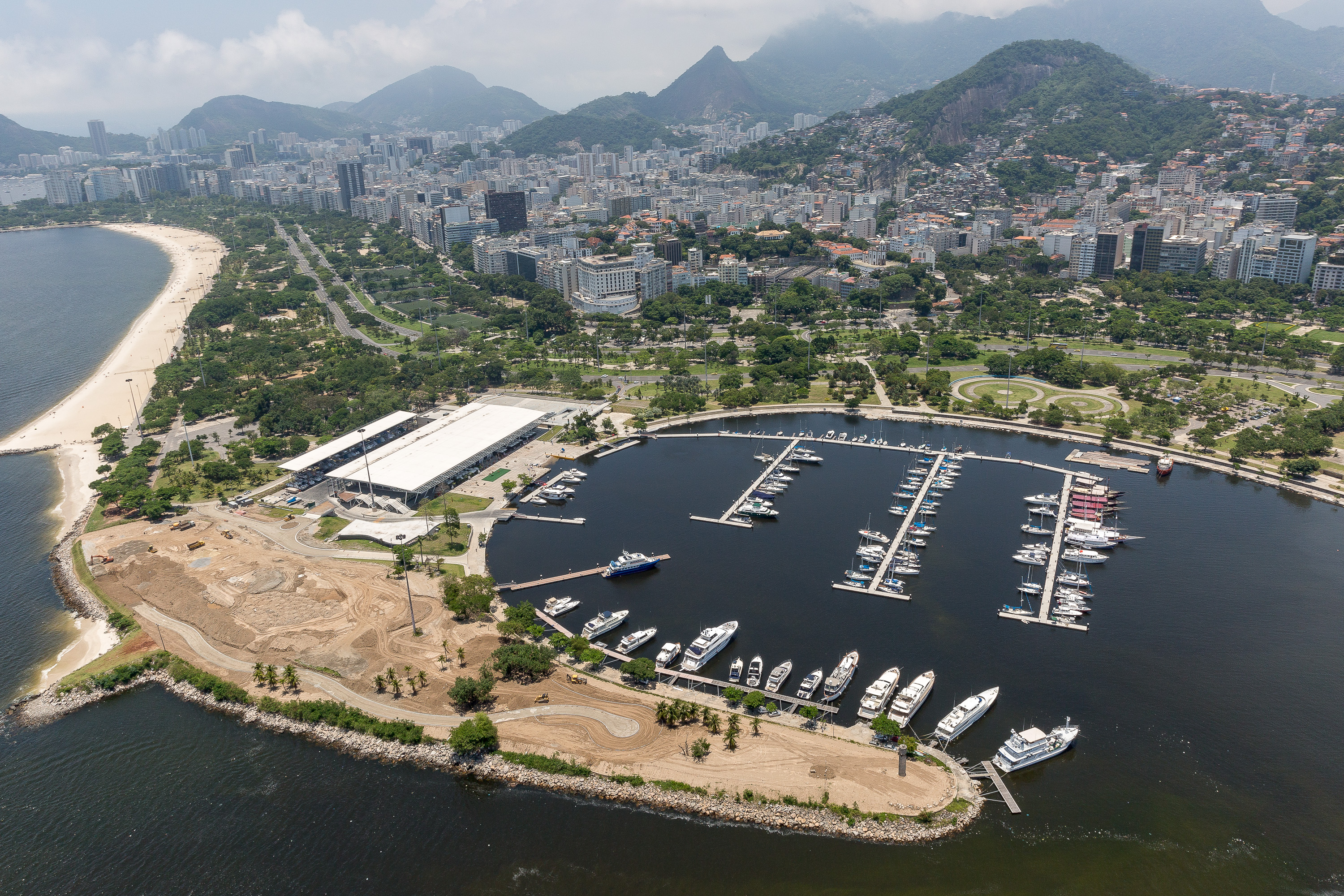
مارینا دا گلوریا.

مارینا دا گلوریا (پرتغالی: Marina da Glória) یک منطقه قایق‌رانی تفریحی و لنگرگاه در شرق شهر ریودو ژانیرو که مخصوص قایق‌رانی بادبانی ساخته شده است.
مسابقات قایق‌رانی بادبانی بازی‌های المپیک تابستانی ۲۰۱۶ در این منطقه برگزار شد.